# 貝克斯維爾 (北卡羅萊納州)
貝克斯維爾（英語：Bakersville）是一個位於美國北卡羅萊納州米切爾縣的城鎮。同時該地也是米切爾縣的縣治。

## 人口
根據2020年美國人口普查的數據，貝克斯維爾的面積為1.97平方千米，皆為陸地。當地共有人口450人，而人口密度為每平方千米228人。